# Irineo Villarreal
General Irineo Villarreal Villarreal fue un militar mexicano que participó en la Revolución Mexicana.

## Biografía
Nació en Parás, Nuevo León, el 3 de julio de 1887. Hizo estudios primarios y comerciales en Ciudad Guerrero, Tamaulipas. En 1904 se trasladó a Nuevo Laredo donde estuvo hasta 1908, y también radicó en Laredo, Texas. El 29 de marzo de 1913 se dirigió al poblado fronterizo de Colombia y se dio de alta en la 2a. División del Ejército del Noreste, bajo el mando de Francisco Murguía. Obtuvo el grado de cabo en julio; ascendió a sargento en agosto; a subteniente el 1 de septiembre; a teniente el 12 de octubre; a capitán segundo el 3 de noviembre y a capitán primero en abril de 1914.
Formó parte de las tropas de Pedro Villaseñor, con las cuales estuvo en la campaña de Tamaulipas; concurrió a la toma de Ciudad Victoria y al combate de Santa Engracia; el 8 de diciembre salió herido en la refriega de Altamira; el día 13 participó en Gallinas. En 1914 luchó en Pozo de Acuña, San Luis Potosí. En su estado natal rechazó al enemigo en Villa de Santiago y entró triunfante a Monterrey. 
Como jefe de escuadrón del Regimiento Madero, dirigido por Villaseñor, salió de Cadereyta Jiménez el 5 de mayo; pasó por Saltillo, Coahuila; San Luis Potosí y Querétaro, y el 10 de septiembre se integró a la guarnición de Puebla. El 18 de noviembre, por su desempeño en el combate de San Martín Texmelucan, Puebla, ascendió a mayor y tomó la comandancia del regimiento al que pertenecía.
El 3 de enero de 1915 luchó en Amozoc y colaboró en la captura de Puebla. Álvaro Obregón le confirió despacho de teniente coronel, y convirtió a Atlixco en su cuartel general. En la columna de Villaseñor hizo campaña en Puebla en julio de 1915; se le nombró jefe militar de Tehuacán. Más tarde ascendió a coronel. El 13 de noviembre defendió Tehuacán, que fue amagada por numerosos contendientes zapatistas.
En 1916 alcanzó el generalato. En 1920 llegó con su brigada a Monterrey, donde recibió órdenes de concentrarse en Saltillo, Coahuila. Al llegar a Santa Catarina, Nuevo León, el 23 de julio se pronunció en contra del gobierno surgido de la rebelión de Agua Prieta, aunque después se rindió al alcalde de Parás, Juan Garza Ruiz. Solicitó su retiro a la vida privada, deseando que su protesta armada no fuera estéril y sirviera para que el gobierno tratara "con mayores miramientos" y con espíritu más justo a los militares que, como él, ganaron "todos sus ascensos en el campo de batalla".
Los elementos de guerra que recibió el munícipe de Parás fueron: 65 hombres, 105 caballos ensillados y 90 máuseres. Escapó a Estados Unidos, donde permaneció por cinco años. Amnistiado regresó al país, sin participar más en el ejército. En marzo de 1929 se tuvo noticia de que se hallaba en Parás, al parecer después de haber participado en la rebelión escobarista, por lo que la acordada lo aprehendió en Paras Nuevo Leon y fue ejecutado por el camino de Parás a Sabinas Hidalgo, cerca del rancho La Sandía, jurisdicción de Vallecillo, donde fue encontrado por el niño Gumersindo Serna Salinas cuando llevaba las cabras a pastorear y fue ese mismo niño el que más tarde ayudó a las autoridades a localizarlo el 9 de marzo de 1929.